# 9097 Davidschlag
9097 Davidschlag este un asteroid din centura principală de asteroizi.

## Descriere
9097 Davidschlag este un asteroid din centura principală de asteroizi. A fost descoperit pe 14 ianuarie 1996 la Linz la Observatorul Meyer-Obermair. Asteroidul prezintă o orbită caracterizată de o semiaxă mare de 3,15 ua, o excentricitate de 0,12 și o înclinație de 2,1° în raport cu ecliptica.